# Leydig-Zell-Stimulationstest
Der Leydig-Zell-Stimulationstest ist ein diagnostisches Verfahren in der tiermedizinischen Andrologie zum Nachweis von Hodengewebe, beispielsweise bei unvollständig kastrierten Kryptorchiden. Hierbei wird dem Tier intravenös Humanes Choriongonadotropin (hCG) verabreicht und 24 Stunden später eine Blutprobe genommen und der Testosteron-Spiegel im Plasma gemessen. Ist der Testosteron-Spiegel so hoch wie bei intakten Tieren, so spricht dies für das Vorhandensein von Leydig-Zellen und damit Hodengewebe.